# Paraphasie
Paraphasie (altgriechisch παρά para, deutsch ‚daneben‘ und φάσις phasis, deutsch ‚Sprache‘, vom Verb φημί phēmi, deutsch ‚sagen‘, ‚sprechen‘) ist eine Wortverwechslungsstörung und ein Symptom bei Aphasien, bei der man, ohne es zu bemerken, ein falsches Wort verwendet, sich also verspricht, oder nicht existierende Wortgebilde, sogenannte Neologismen schafft (auch: Neolalie).
Hierbei wird unterschieden zwischen:
- semantischer Paraphasie:
  1. nahe semantische Paraphasie: Die benutzten Wörter stehen zwar im Kontext des Gesagten, sind in der tatsächlich gewollten Bedeutung unrichtig, stehen dazu aber in einem gewissen Zusammenhang (zum Beispiel: Mantel für Jacke, Tasse für Kanne, Wurst statt Käse).
  2. weite, bzw. entfernte semantische Paraphasie: Die benutzten Wörter sind im Deutschen existent, stehen aber in keinem Zusammenhang des Gesagten (zum Beispiel: Blume für Aquarium, Creme für Tiger; auch Wortneuschöpfungen sind möglich, zum Beispiel: Leuchtelicht für Lampe).

Die stärkste Form der semantischen Paraphasien ist der semantische Jargon, bei dem der Patient zwar im Deutschen existente Wörter benutzt, diese aber völlig kontextfrei zusammenstellt.
- phonematischer Paraphasie, bei der Neologismen gebildet werden, die das gemeinte Wort erahnen lassen (zum Beispiel: Tummel statt Tunnel, Bulme statt Blume) oder dieses völlig entstellen (zum Beispiel: Puschima für Flasche).
Die stärkste Form der phonematischen Paraphasien ist der phonematische Jargon, bei dem der Patient ausschließlich Neologismen aneinanderreiht.
- formaler Paraphasie:
Es wird die korrekte Semantik abgerufen, allerdings wird dann eine besser abrufbare Wortform abgerufen (z. B. soll das Wort „Tisch“ abgerufen werden, es wird aber eine formal und semantisch ähnliche Wortform wie „trinken“ abgerufen).

Diese Störung ist sowohl bei Kindern in der Entwicklungsphase als auch bei älteren Menschen zu beobachten – siehe Wernicke-Aphasie; sie tritt auch in vielen Krankheitsbildern auf, insbesondere in der Schizophrenie, wie auch in Traumzuständen.